# Кушнарёв, Юрий Викторович
Юрий Викторович Кушнарёв (родился 6 июня 1985 в Монино) — российский регбист, флай-хав; регбийный функционер и тренер. Является рекордсмен сборной России по количеству набранных очков (795). Регбийный эксперт, комментатор на телевидении.

## Карьера

### Клубная
В возрасте 9-10 лет занимался теннисом, позже сменил вид спорта на регби. Начинал карьеру в «ВВА-Подмосковье», с ним завоевал семь раз титул чемпиона России. Был на просмотре в клубе «Мельбурн Ребелс», куда попал стараниями своего друга по сборной Адама Бёрнса, но в итоге в состав не прошёл. С 2013 года выступал за «Кубань», но покинул Краснодар после того, как клуб нарушил контрактные обязательства перед Юрием, и перешёл в «Енисей-СТМ», где стал чемпионом России еще четыре раза. С 2019 года выступает за клуб «Красный Яр».

### В сборной

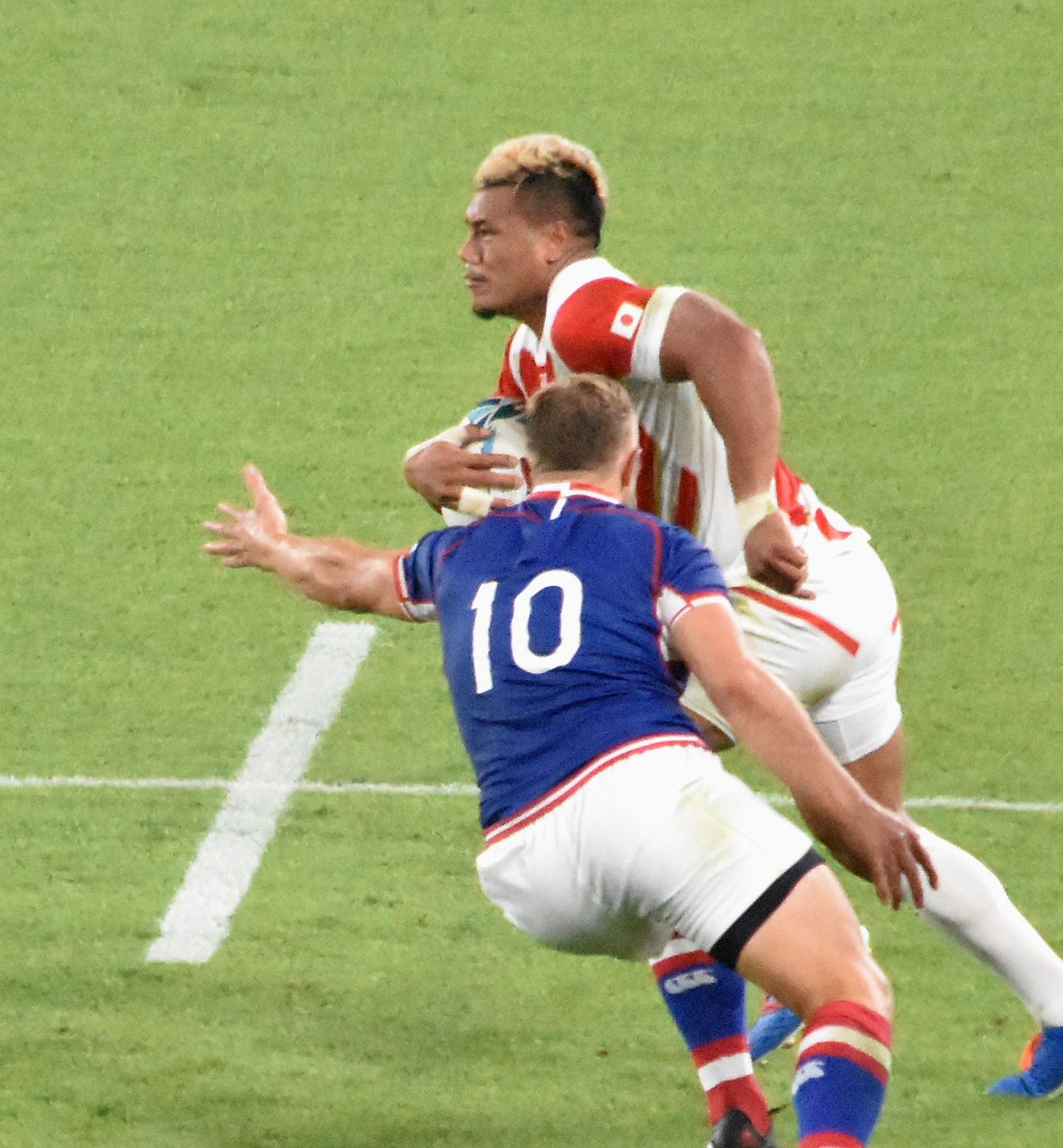
Юрий Кушнарёв (номер 10) и Ломано Лемеки на чемпионате мира 2019 года

В 2003 году во Франции Юрий Кушнарёв выступал на Кубке мира среди игроков до 20 лет, заняв 12-е место со сборной России (дивизион А).
Через год он выступил на Кубке мира в ЮАР среди игроков до 19 лет в дивизионе Б. Команда тогда провела два сбора: первый в Москве (тренировка на стадионе «Фили») и второй на юге России. В дивизионе Б сборная России обыграла команду Канады 14:10 (забил три штрафных), победила Таиланд 45:10 и проиграла Румынии 3:34, заняв по итогам утешительного турнира 6-е место (матчи прошли в Дурбане). В том же году Кушнарёв сыграл в Шотландии на Кубке мира среди игроков до 21 года, заняв 11-е место со сборной России в дивизионе А (победа над Тонга 44:39 в последнем матче).
В сборной дебютировал 12 ноября 2005 в матче против Чехии. 
В 2005 году был участником Чемпионата мира по регби-7. В 2008 году участвовал в чемпионате Европы по регби-7 в Ганновере (9-е место).
Выступал на чемпионате мира (2011), где в дебютном матче против США открыл счёт, благодаря забитому пенальти (россияне уступили 6:13). На чемпионате мира (2019) стал лучшим бомбардиром команды — набрал 9 очков (дважды реализовал штрафные удары и ещё три очка в результате дроп-гола) в игре против Самоа (9:34). 
26 ноября 2021 года завершил карьеру в сборной после тест-матча со сборной Чили в статусе рекордсмена — сыграл 120 игр и набрал 795 очков. В истории регби он 16-й игрок по количеству матчей за сборную и 17-й по очкам, набранным в матчах за национальную команду. 10 декабря регбийный клуб ЦСКА объявил о назначении Кушнарева главным тренером, однако в начале 2022 года было объявлено о кадровых перестановках и главным тренером стал Джон Молвихилл, а Кушнарев стал тренером веера.

### После окончания карьеры игрока
После окончания карьеры игрока выступает в качестве комментатора регбийных матчей, дебютировал на Кубке шести наций, который транслировался на платформе Okko.
В 2022 году вошёл в тренерский штаб ЦСКА. Летом 2022 года возглавил команду ЦСКА по регби-7.

## Личная жизнь
Отец — Виктор Кушнарёв, выступавший в чемпионате СССР за «ВВА-Подмосковье» с 1979 года. Становился чемпионом СССР 5 раз. Мастер спорта СССР международного класса. Входил в состав сборной команды СССР. Неоднократно признавался лучшим игроком страны.
Есть брат Кирилл, также регбист, до 2019 года выступал за «ВВА-Подмосковье». Входит в тренерский штаб «ВВА-Подмосковье».
Дочь Анна профессионально занимается теннисом, выступает за город Красноярск.

## Статистика
Актуально на 03.02.2021. Еврокубки считаются по календарному году.
| Год              | Турнир                           | Mатчи | Очки | Попытки | Реализации | Штрафные | Дропы |
| ---------------- | -------------------------------- | ----- | ---- | ------- | ---------- | -------- | ----- |
| 2021             | Кубок европейских наций по регби | —     | —    | —       | —          | —        | —     |
| 2020             | Кубок европейских наций по регби | 3     | 7    | 1       | 1          | —        | —     |
| 2019             | Кубок европейских наций по регби | 5     | 28   | —       | 11         | 2        | —     |
| 2019             | Тест матчи                       | 1     | 2    | —       | 1          | —        | —     |
| 2019             | Кубок наций                      | 2     | 12   | —       | 3          | 2        | —     |
| 2019             | Кубок Мира                       | 3     | 15   | —       | 1          | 3        | 1     |
| 2018             | Кубок европейских наций по регби | 5     | 45   | —       | 12         | 7        | —     |
| 2018             | Тест матчи                       | 4     | 44   | —       | 13         | 6        | —     |
| 2017             | Кубок европейских наций по регби | 5     | 35   | —       | 10         | 5        | —     |
| 2017             | Кубок Наций                      | 2     | 13   | —       | 5          | —        | 1     |
| 2016             | Кубок европейских наций по регби | 5     | 34   | 1       | 10         | 3        | —     |
| 2016             | Кубок Наций                      | 3     | 21   | —       | 9          | 1        | —     |
| 2016             | Тест матчи                       | 2     | 6    | —       | 3          | —        | —     |
| 2015             | Кубок европейских наций по регби | 4     | 23   | —       | 4          | 5        | —     |
| 2015             | Тест матчи                       | 2     | 4    | —       | —          | 2        | —     |
| 2014             | Кубок европейских наций по регби | 5     | 44   | 2       | 8          | 6        | —     |
| 2014             | Кубок Наций                      | 3     | 24   | —       | 3          | 6        | —     |
| 2014             | Отбор на Кубок Мира 2015         | 3     | 42   | —       | 3          | 12       | —     |
| 2013             | Кубок европейских наций по регби | 2     | —    | —       | —          | —        | —     |
| 2013             | Кубок Наций                      | 3     | 36   | 1       | 5          | 7        | —     |
| 2013             | Тест матчи                       | 1     | 2    | —       | 1          | —        | —     |
| 2012             | Кубок европейских наций по регби | 5     | 32   | —       | 7          | 6        | —     |
| 2011             | Кубок европейских наций по регби | 5     | 22   | —       | 2          | 6        | —     |
| 2011             | Кубок Черчилля                   | 3     | 32   | —       | 4          | 8        | —     |
| 2011             | Кубок Мира 2011                  | 3     | 3    | —       | —          | 1        | —     |
| 2010             | Кубок европейских наций по регби | 5     | 54   | 1       | 5          | 15       | —     |
| 2010             | Кубок Черчилля                   | 3     | 20   | —       | 4          | 4        | —     |
| 2010             | Тест матчи                       | 1     | 5    | 1       | —          | —        | —     |
| 2009             | Кубок европейских наций по регби | 3     | 36   | 1       | 5          | 7        | —     |
| 2009             | Кубок Наций                      | 3     | 7    | 2       | 1          | —        | —     |
| 2009             | Тест матчи                       | 1     | 6    | —       | 2          | —        | —     |
| 2008             | Кубок европейских наций по регби | 6     | 64   | —       | 8          | 16       | —     |
| 2007             | Кубок европейских наций по регби | 5     | 37   | 2       | 3          | 7        | —     |
| 2006             | Кубок европейских наций по регби | 5     | 5    | 1       | —          | —        | —     |
| 2006             | Кубок Наций                      | 2     | 15   | —       | 3          | 3        | —     |
| 2005             | Кубок европейских наций по регби | 1     | 10   | 1       | 1          | 1        | —     |
| Всего за карьеру | Всего за карьеру                 | 115   | 784  | 11      | 150        | 141      | 2     |

| №  | Место проведения | Дата            | Соперник | Счёт    | Позиция | Соревнование                     |
| -- | ---------------- | --------------- | -------- | ------- | ------- | -------------------------------- |
| 1  | Краснодар        | 12 ноября 2005  | Чехия    | 52 - 12 | 10      | Кубок европейских наций по регби |
| 2  | Мадрид           | 10 февраля 2007 | Испания  | 14 - 39 | 10      | Кубок европейских наций по регби |
| 3  | Бухарест         | 4 ноября 2007   | Румыния  | 12 - 22 | 10      | Кубок европейских наций по регби |
| 4  | Ганновер         | 4 мая 2009      | Германия | 0 - 52  | 10      | Кубок европейских наций по регби |
| 5  | Виндхук          | 23 января 2010  | Намибия  | 15 - 30 | 10      | Тест матч                        |
| 6  | Мадрид           | 13 февраля 2010 | Испания  | 20 - 38 | 10      | Кубок европейских наций по регби |
| 7  | Бухарест         | 8 июня 2013     | Румыния  | 30 - 20 | 10      | Кубок Наций в Бухаресте          |
| 8  | Мадрид           | 1 февраля 2014  | Испания  | 11 - 28 | 10      | Кубок европейских наций по регби |
| 9  | Гамбург          | 24 мая 2014     | Германия | 20 - 31 | 10      | Отбор к Кубку Мира 2015          |
| 10 | Сочи             | 13 февраля 2016 | Германия | 46 - 20 | 11      | Кубок европейских наций по регби |
| 11 | Краснодар        | 7 марта 2020    | Румыния  | 32 - 25 | 10      | Кубок европейских наций по регби |